# Hort del Remei
Hort del Remei és un hort situat en el municipi d'Alzira de la comarca de la comarca de la Ribera Alta al País Valencià. És Bé de Rellevància Local amb identificador número 46.20.017-024. A l'hort hi ha un exemplar de Morus kageyamae de més de 150 anys.
El 17 de juliol de 2013 es va aprovar la modificació del Pla General d'Ordenació Urbana per la que l'hort es va incloure al Catàleg Municipal de Béns i Espais Protegits, en la categoria d'espai etnològic d'interès local.